# 前3世纪南京
|        | 南京历史 |
| 世纪： | 前9世纪南京 \| 前8世纪南京 \| 前7世纪南京 \| 前6世纪南京 \| 前5世纪南京 \| 前4世纪南京 \| 前3世纪南京 \| 前2世纪南京 \| 前1世纪南京 \| 1世纪南京 \| 2世纪南京 \| 3世纪南京 \| 4世纪南京 |

南京于：前300年-前223年，为楚国金陵邑；前223年-前221年，为秦国金陵邑；前221年-前210年，为秦朝金陵邑；前210年-前206年，为秦朝秣陵县；前206年-前202年，为西楚秣陵县；前202年-前201年，为汉朝楚国秣陵县；前201年，为汉朝荆国秣陵县。

## 大事记

### 前220年代
- 前223年，秦灭楚，金陵邑归治于秦国。
- 前221年，秦并六国而统天下，行郡县制。改平陵邑置溧阳县（今溧水区、高淳区、溧阳市），更棠邑为棠邑县（今六合区、浦口区）。

### 前210年代
- 前210年，秦始皇东巡，废金陵邑为秣陵县，移县治于今江宁区，经丹阳置丹阳县（今江宁区），过江乘渡江北返置江乘县（今栖霞区），三县属会稽郡；凿金陵连冈（今江宁区），其断处为渎，则今淮水，是曰秦淮。
- 前209年，项梁、项羽起兵吴中，渡江经棠邑西进。
- 前206年，项羽灭秦，南京地区均属西楚。
- 前202年，项羽自刎于乌江，刘邦将南京地区分封给楚王韩信，属会稽郡与东阳郡。
- 前201年，楚王韩信被贬为淮阴侯，分楚地立荆王刘贾；自会稽郡析置鄣郡，辖秣陵、丹阳、江乘诸县，隶于荆国；命县邑均筑城；封陈婴为棠邑侯，领县地，棠邑始为侯国。